# 대한민국 형사소송법 제19조
대한민국 형사소송법 제19조는 기피신청의 관할에 대한 형사소송법의 조문이다.

## 조문
제19조(기피신청의 관할) ① 합의법원의 법관에 대한 기피는 그 법관의 소속법원에 신청하고 수명법관, 수탁판사 또는 단독판사에 대한 기피는 당해 법관에게 신청하여야 한다.

②기피사유는 신청한 날로부터 3일 이내에 서면으로 소명하여야 한다.

## 판례
- 법관에 대한 기피신청이 있는 경우에 형사소송법 제22조에 의하여 정지될 소송진행에는 판결 선고는 포함되지 아니하는 것이고, 그와 같이 이미 종국판결이 선고되어 버리면 그 담당재판부를 사건 심리에서 배제하고자 하는 기피신청은 그 목적의 소멸로 재판을 할 이익이 상실되어 부적법하게 된다[1]

## 같이 보기
- 관할
- 기피